# Abacetus thouzeti
Abacetus thouzeti là một loài bọ chân chạy thuộc phân họ Pterostichinae. Loài này được Castelnau mô tả lần đầu năm 1867.